# Лебідєв Анатолій Геннадійович
Анато́лій Генна́дійович Ле́бідєв — солдат Збройних сил України.

## Нагороди
15 липня 2014 року — за особисту мужність і героїзм, виявлені у захисті державного суверенітету та територіальної цілісності України, вірність військовій присязі під час російсько-української війни, відзначений — нагороджений орденом «За мужність» III ступеня.